# 伊斯坦布尔国际书展
伊斯坦布尔国际书展（土耳其語：İstanbul Kitap Fuarı）创办于1982年，是中东地区规模最大的专业书展之一。
2018年11月10日开始举办的第37届伊斯坦布尔国际书展上，中国教育图书进出口有限公司协办的中国图书展亮相，大约展出了400册图书，这是中国第6次参加。